# Село Кенена Азербаева
Село Кенена Азербаева (каз. Кенен Әзірбаев ауылы) — село (до 2016 года — посёлок) в Илийском районе Алматинской области Казахстана. Входит в состав Энергетической поселковой администрации. Расположен севернее города Алма-Аты. Код КАТО — 196830200.
В 2024 году село Покровка было переименовано в село Кенена Азербаева в честь народного акына Казахской ССР.

## Население
В 1999 году население села составляло 3489 человек (1697 мужчин и 1792 женщины). По данным переписи 2009 года, в селе проживали 6532 человека (3217 мужчин и 3315 женщин).